# Тогар
Тогар — река на полуострове Камчатка.
Протекает по территории Быстринского района Камчатского края России.
Длина реки 11 км.
Берёт истоки с восточных склонов горы Лавовая. Протекает в юго-восточном направлении, впадает в Неуту справа на расстоянии 7 км от её устья.
Название в переводе с эвенского — «пядь».

## Данные водного реестра
По данным государственного водного реестра России относится к Анадыро-Колымскому бассейновому округу.
Код водного объекта — 19080000212120000030102.